# نورسنجی (اپتیک)

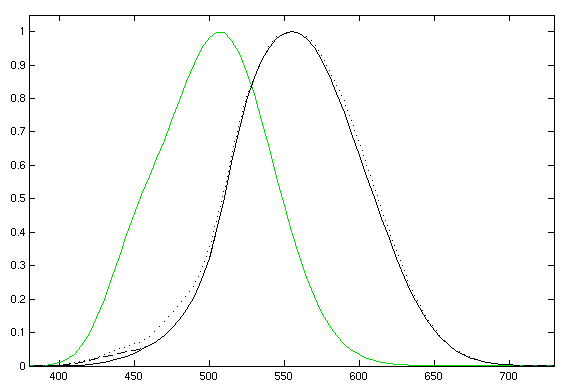
Photopic (daytime-adapted, black curve) and scotopic (darkness-adapted, green curve) luminosity functions. The photopic includes the CIE 1931 standard (solid), the Judd-Vos 1978 modified data (dashed), and the Sharpe, Stockman, Jagla & Jägle 2005 data (dotted). The horizontal axis is wavelength in nm.

نورسنجی یا فُتومِتری (به انگلیسی: Photometry) دانش اندازه‌گیری نور از منظر میزان روشنایی دریافتی چشم انسان است.
نورسنجی با پرتوسنجی که دانش اندازه‌گیری انرژی تابشی (شامل نور) از منظر توان مطلق است، متفاوت است. در نورسنجی مدرن، توان تابشی در هر طول موجی با یک تابع درخشندگی وزن دهی می‌شود که حساسیت روشنایی انسان را مدل می‌کند.

## چشم و نورسنجی
چشم انسان به همه طول موج‌های نور دیدنی به یک اندازه حساس نیست. فُتومِتری می‌کوشد با توزین توان اندازه‌گیری شده در هر طول موج با فاکتوری که میزان حساسیت چشم انسان در طول موج را باز می‌نماید، این حساسیت را محاسبه کند. مدل استاندارد پاسخ چشم به نور به عنوان تابعی از طول موج با یک تابع درخشندگی مشخص می‌شود. پاسخ چشم در شرایط نورانی با شرایط تاریکی متفاوت است. فُتومِتری بر اساس پاسخ چشم در شرایط نورانی مبتنی است و در نتیجه اندازه‌گیری‌های فُتومِتریک ممکن است در شرایطی مانند مهتاب یا اخترتاب که رنگ‌ها قابل تشخیص نیستند، دقیق نباشد.